# Mallophora annuliventris
Mallophora annuliventris là một loài ruồi trong họ Asilidae. Mallophora annuliventris được Artigas & Angulo miêu tả năm 1980. Loài này phân bố ở vùng Tân nhiệt đới.